# SDSL
SDSL是DSL技术与以太网技术相结合的产物，它采用简单的媒体转换器取代了昂贵复杂的DSL和DSLAM，避免了把IP数据包转换为ATM数据元的麻烦。SDSL实现了可在一对普通铜线上，以上下对称的2.3Mbps速率支持有话音伴随达2.4千米的传输距离，无话音伴随情况下传输距离更可达到2.7千米。该设备还具有速率限制功能，配合SNMP可以设定从256Kbps到2.3Mbps的用户速率，以适应不同传输距离的需要。SDSL具有开通率高、覆盖面积广、传输速率高、性能稳定的特点。